# Campeonato Mundial de Atletismo Sub-20 de 2021 - 100 m feminino
A prova dos 100 metros feminino do Campeonato Mundial de Atletismo Sub-20 de 2021 ocorreu entre os dias 18 e 19 de agosto de 2021, no Centro Esportivo Internacional Moi, em Nairóbi, no Quênia. 

## Recordes
Antes desta competição, os recordes mundiais e do campeonato nesta prova eram os seguintes:
|       | Nome            | Nacionalidade     | Tempo | Local   | Data                |
| ----- | --------------- | ----------------- | ----- | ------- | ------------------- |
| WU20R | Marlies Oelsner | Alemanha Oriental | 10.88 | Dresden | 1 de julho de 1977  |
| CR    | Twanisha Terry  | Estados Unidos    | 11.03 | Tampere | 12 de julho de 2018 |
| WU20L | Briana Williams | Jamaica           | 10.97 | Miramar | 5 de julho de 2021  |

## Medalhistas
| Ouro               | Prata                    | Bronze                   |
| Tina Clayton (JAM) | Beatrice Masilingi (NAM) | Mélissa Gutschmidt (SUI) |

## Cronograma
Todos os horários são locais (UTC+3). 
| Data         | Hora  | Evento    |
| ------------ | ----- | --------- |
| 18 de agosto | 09:35 | Bateria   |
| 18 de agosto | 16:10 | Semifinal |
| 19 de agosto | 18:10 | Final     |

## Resultados

### Bateria
Qualificação: Os 4 primeiros de cada bateria (Q) e os 4 tempos mais rápidos (q). 
Vento:
Bateria 1: +0.5 m/s, Bateria 2: +0.5 m/s, Bateria 3: +1.0 m/s, Bateria 4: -0.1 m/s, Bateria 5: -0.9 m/s
| Posição | Bateria | Atleta                  | Nacionalidade        | Tempo | Notas                |
| ------- | ------- | ----------------------- | -------------------- | ----- | -------------------- |
| 1       | 3       | Beatrice Masilingi      | Namíbia              | 11.20 | Q, NU20R,            |
| 2       | 4       | Tina Clayton            | Jamaica              | 11.50 | Q                    |
| 3       | 1       | Camille Rutherford      | Bahamas              | 11.59 | Q                    |
| 4       | 3       | Tima Seikeseye Godbless | Nigéria              | 11.59 | Q                    |
| 5       | 2       | Praise Ofoku            | Nigéria              | 11.65 | Q                    |
| 6       | 2       | Kerrica Hill            | Jamaica              | 11.65 | Q                    |
| 7       | 1       | Maria Mihalache         | Roménia              | 11.71 | Q                    |
| 8       | 5       | Ivana Ilić              | Sérvia               | 11.75 | Q                    |
| 8       | 4       | Eva Kubíčková           | Chéquia              | 11.75 | Q,                   |
| 10      | 1       | Lirangi Alonzo Tejada   | República Dominicana | 11.75 | Q                    |
| 11      | 4       | Viktória Forster        | Eslováquia           | 11.75 | Q                    |
| 12      | 3       | Mélissa Gutschmidt      | Suíça                | 11.80 | Q                    |
| 13      | 2       | Johanna Kylmänen        | Finlândia            | 11.80 | Q                    |
| 14      | 3       | Charlize Eilerd         | África do Sul        | 11.84 | Q                    |
| 15      | 3       | Anna Pursiainen         | Finlândia            | 11.85 | q                    |
| 16      | 4       | Gaya Bertello           | Itália               | 11.86 | Q                    |
| 16      | 2       | Mariandreé Chacón       | Guatemala            | 11.86 | Q                    |
| 18      | 1       | Andrė Ožechauskaitė     | Lituânia             | 11.88 | Q                    |
| 19      | 5       | Leah Bertrand           | Trinidad e Tobago    | 11.88 | Q                    |
| 20      | 4       | Isabella Goudros        | Canadá               | 11.91 | q                    |
| 21      | 5       | Lucie Mičunková         | Chéquia              | 11.93 | Q                    |
| 22      | 5       | Magdalena Niemczyk      | Polónia              | 11.98 | Q                    |
| 23      | 2       | Monika Romaszko         | Polónia              | 12.00 | q                    |
| 24      | 4       | Medhani Batuwanage      | Sri Lanka            | 12.01 | q                    |
| 25      | 1       | Kayla La Grange         | África do Sul        | 12.02 |                      |
| 26      | 2       | Simay Özçiftçi          | Turquia              | 12.04 |                      |
| 27      | 3       | Yanina Yurchenko        | Ucrânia              | 12.05 |                      |
| 28      | 5       | Nemata Nikiema          | Burquina Fasso       | 12.10 |                      |
| 29      | 1       | Zülha Armutçu           | Turquia              | 12.14 |                      |
| 30      | 5       | Antonella Todisco       | Itália               | 12.15 |                      |
| 31      | 1       | Boitshepiso Kelapile    | Botswana             | 12.16 | Recorde da temporada |
| 32      | 2       | Mayssa Mouawad          | Líbano               | 12.19 | Recorde pessoal      |
| 33      | 4       | Lacarthea Cooper        | Bahamas              | 12.30 |                      |
| 34      | 3       | Mercy Chebet            | Quênia               | 12.39 | Recorde pessoal      |
| 35      | 5       | Charlotte Afriat        | Mónaco               | 12.66 |                      |
| 36      | 3       | Sumaya Dewan            | Bangladesh           | 12.91 | Recorde pessoal      |

### Semifinal
Qualificação: Os 2 primeiros de cada bateria (Q) e os 2 tempos mais rápidos (q). 
Vento:
Bateria 1: 0.0 m/s, Bateria 2: +0.3 m/s, Bateria 3: -0.5 m/s
| Posição | Bateria | Atleta                  | Nacionalidade        | Tempo | Notas    |
| ------- | ------- | ----------------------- | -------------------- | ----- | -------- |
| 1       | 1       | Tina Clayton            | Jamaica              | 11.34 | Q        |
| 2       | 2       | Beatrice Masilingi      | Namíbia              | 11.35 | Q        |
| 3       | 2       | Mélissa Gutschmidt      | Suíça                | 11.50 | Q        |
| 4       | 1       | Ivana Ilić              | Sérvia               | 11.50 | Q        |
| 5       | 2       | Viktória Forster        | Eslováquia           | 11.54 | q, NU20R |
| 6       | 3       | Praise Ofoku            | Nigéria              | 11.57 | Q        |
| 7       | 2       | Kerrica Hill            | Jamaica              | 11.60 | q        |
| 8       | 2       | Tima Seikeseye Godbless | Nigéria              | 11.61 |          |
| 9       | 3       | Eva Kubíčková           | Chéquia              | 11.64 | Q,       |
| 10      | 1       | Maria Mihalache         | Roménia              | 11.64 |          |
| 11      | 1       | Johanna Kylmänen        | Finlândia            | 11.70 |          |
| 12      | 3       | Camille Rutherford      | Bahamas              | 11.72 |          |
| 13      | 1       | Lirangi Alonzo Tejada   | República Dominicana | 11.73 |          |
| 14      | 2       | Andrė Ožechauskaitė     | Lituânia             | 11.79 |          |
| 15      | 3       | Leah Bertrand           | Trinidad e Tobago    | 11.80 |          |
| 16      | 3       | Isabella Goudros        | Canadá               | 11.87 |          |
| 17      | 2       | Gaya Bertello           | Itália               | 11.88 |          |
| 18      | 1       | Lucie Mičunková         | Chéquia              | 11.90 |          |
| 19      | 3       | Anna Pursiainen         | Finlândia            | 11.90 |          |
| 20      | 2       | Monika Romaszko         | Polónia              | 11.91 |          |
| 21      | 1       | Medhani Batuwanage      | Sri Lanka            | 11.96 |          |
| 22      | 3       | Charlize Eilerd         | África do Sul        | 11.97 |          |
| 23      | 3       | Mariandreé Chacón       | Guatemala            | 11.99 |          |
| 24      | 1       | Magdalena Niemczyk      | Polónia              | 12.10 |          |

### Final
A prova final foi realizada no dia 19 de agosto às 18:10. 
Vento: -0.6 m/s
| Posição           | Raia | Atleta             | Nacionalidade | Tempo       | Notas           |
| ----------------- | ---- | ------------------ | ------------- | ----------- | --------------- |
| Medalha de ouro   | 5    | Tina Clayton       | Jamaica       | 11.09       | Recorde pessoal |
| Medalha de prata  | 4    | Beatrice Masilingi | Namíbia       | 11.39       |                 |
| Medalha de bronze | 7    | Mélissa Gutschmidt | Suíça         | 11.51       |                 |
| 4                 | 6    | Praise Ofoku       | Nigéria       | 11.53       |                 |
| 5                 | 9    | Ivana Ilić         | Sérvia        | 11.54(.533) |                 |
| 6                 | 2    | Viktória Forster   | Eslováquia    | 11.54(.537) | NU20R           |
| 7                 | 3    | Kerrica Hill       | Jamaica       | 11.67       |                 |
| 8                 | 8    | Eva Kubíčková      | Chéquia       | 11.76       |                 |

Legenda
| Recorde mundial       | Recorde mundial (World record)               |                       | Recorde africano                      | Recorde africano (African) |                                           | Q | Classificado por posição (Qualified) |
| Recorde do campeonato | Recorde do campeonato (Championship record)  | Recorde da América    | Recorde da América (Americas)         | q                          | Classificado por melhor tempo (Qualified) |   |                                      |
| Melhor marca do ano   | Melhor marca do ano (World leading)          | Recorde asiático      | Recorde asiático (Asian)              | DNS                        | Não largou (Did not start)                |   |                                      |
| Recorde nacional      | Recorde nacional (National record)           | Recorde europeu       | Recorde europeu (European)            | DNF                        | Não terminou (Did not finish)             |   |                                      |
| Recorde pessoal       | Recorde pessoal do atleta (Personal best)    | Recorde da Oceania    | Recorde da Oceania (Oceania)          | DSQ / DQ                   | Desclassificado (Disqualified)            |   |                                      |
| Recorde da temporada  | Recorde da temporada do atleta (Season best) | Recorde sul-americano | Recorde sul-americano (South America) | NM                         | Sem marca (No mark)                       |   |                                      |